# Chutes américaines
Pour les articles homonymes, voir American Falls.
Les chutes américaines (en anglais : American Falls) sont des chutes d'eau du comté de Niagara, dans l'État de New York, aux États-Unis. D'une hauteur de 34 mètres, ces chutes formées par la Niagara font partie des chutes du Niagara. Elles sont protégées au sein du parc d'État de Niagara Falls.